# Јагма
Јагма је насељено место у саставу града Липика, у западној Славонији, Република Хрватска.

## Историја
До нове територијалне организације у Хрватској, налазило се у саставу бивше велике општине Пакрац.

## Становништво
На попису становништва 2011. године, Јагма је имала 41 становника.

## Попис 1991.
На попису становништва 1991. године, насељено место Јагма је имало 206 становника, следећег националног састава:
| Попис 1991.‍ | Попис 1991.‍ | Попис 1991.‍ | Попис 1991.‍ | Попис 1991.‍ |
| ----------- | ----------- | ----------- | ----------- | ----------- |
|             |             |             |             |             |
| Срби        | Срби        |             | 198         | 96,11%      |
| Југословени | Југословени |             | 3           | 1,45%       |
| Хрвати      | Хрвати      |             | 2           | 0,97%       |
| Словаци     | Словаци     |             | 1           | 0,48%       |
| Чеси        | Чеси        |             | 1           | 0,48%       |
| непознато   | непознато   |             | 1           | 0,48%       |
| укупно: 206 |             |             |             |             |